# Ignacio De León
Ignacio Leonardo De León Jacué (Maldonado, Uruguay, 15 de noviembre de 1977) es un futbolista uruguayo. Se desempeña como portero y actualmente milita en el Central Español de la Primera División Profesional de Uruguay.
En el año 2002 fue campeón de la Liguilla pre-libertadores de América y luego participó en dicha copa defendiendo al Centro Atlético Fénix, jugando un recordado partido en el Campus de Maldonado frente al equipo de Vélez Sarfield, que termina imponiéndose Fenix 2 goles frente a 1, tapándole un gran tiro libre dirigido al ángulo por el famoso guardameta paraguayo José Luis Chilavert que era gritado de ante mano por los simpatizantes argentinos. 
En el partido de vuelta en Buenos Aires, aunque fue el equipo argentino el que ganó los 3 puntos, De León logra ganarle otro "duelo" al paraguayo nada más ni nada menos que tapándole un penal.

## Clubes
| Club                      | País    | Año           |
| ------------------------- | ------- | ------------- |
| Deportivo Maldonado       | Uruguay | 1997 - 2000   |
| Fénix                     | Uruguay | 2001 - 2005   |
| Cerro                     | Uruguay | 2005 - 2006   |
| Rocha                     | Uruguay | 2006 - 2007   |
| River Plate de Montevideo | Uruguay | 2007 - 2008   |
| Nacional                  | Uruguay | 2008 - 2009   |
| Tacuarembó                | Uruguay | 2009-2010     |
| Central Español           | Uruguay | 2010-2013     |
| Deportivo Maldonado       | Uruguay | 2013-presente |